# James Mangold
James Mangold (* 16. prosince 1963) je americký filmový a televizní režisér, scenárista a producent. Proslavil se filmy jako Země policajtů (1997), Narušení (1999), Logan: Wolverine (2017) nebo Le Mans '66 (2019), který mu vynesl nominaci na Oscara za nejlepší film. V roce 2020 byl najat aby režíroval pátého Indiana Jonese.

## Život
Mangold se narodil v New Yorku v roce 1963 a je synem umělců Roberta Mangolda a Sylvie Plimack Mangoldové. Vystudoval herectví na California Institute of the Arts. Do filmového byznysu vstoupil ve 21 letech jako držitel prestižní smlouvy (pro scénáře a režii) se společností Disney. Po několika letech v Hollywoodu odešel studovat film na univerzitu v Kolumbii, kde při studiích pod režisérem Milošem Formanem začal psát scénář k filmu Tlouštík. V roce 1996 zvítězil tento snímek na festivalu v Sundance a byl vybrán na festival v Cannes. Poté následovala kovbojka v moderním pojetí Země policajtů se Sylvestrem Stallonem, Harvey Keitelem, Robertem DeNirem, Rayem Liottou a Janeane Garafalo. Film byl opět promítán na festivalu v Cannes. Právě tento film začal velmi plodnou spolupráci s producentkou Cathy Konradovou (Kids, Nádherný holky, Občanka Ruth, Vřískot a všechny následující Mangoldovy filmy). Mangold pokračoval ve své tradici zobrazování vnitřních bojů problematických jedinců adaptací knihy Susanny Kaysenové Narušení. Za roli okouzlující sociopatky Lisy získala Angelina Jolie Oscara. Poté Mangold natočil romantickou komedii s Meg Ryanovou a Hughem Jackmanem s názvem Kate & Leopold a thriller Identita s Johnem Cusackem a Rayem Liottou. Mimořádného úspěchu u diváků i kritiků se dostalo biografii o Johnny Cashovi Walk the Line. Představitelé hlavních rolí Joaquin Phoenix a Reese Witherspoonová, kteří i nazpívali své party, získali za hlavní role Zlaté globy. Na filmu, který se připravoval celých deset let, spolupracovali až do své smrti v roce 2003 i John a June Carter Cash. Drsná kovbojka 3:10 Vlak do Yumy s Russellem a Christianem Balem získala dvě oscarové nominace. Mangold také režíroval pilotní díl televizního seriálu Muži na stromech, který vznikl v produkční společnosti Mangolda a Cathy Konrad, nesoucí název Tree/Line Films.